# Меридијан Хилс (Индијана)
Меридијан Хилс (енгл. Meridian Hills) град је у америчкој савезној држави Индијана.

## Демографија
По попису из 2010. године број становника је 1.616, што је 97 (-5,7%) становника мање него 2000. године.
| Група             | 2000.         | 2010.         |
| Белци             | 1.649 (96,3%) | 1.528 (94,6%) |
| Афроамериканци    | 27 (1,6%)     | 20 (1,2%)     |
| Азијати           | 13 (0,8%)     | 17 (1,1%)     |
| Хиспаноамериканци | 14 (0,8%)     | 28 (1,7%)     |
| Укупно            | 1.713         | 1.616         |